# Jernov, Plevna
Jernov (în bulgară Жернов) este un sat în comuna Nikopol, regiunea Plevna,  Bulgaria. 

## Demografie
Componența etnică a satului Jernov
     Bulgari (95%)
     Nicio identificare (5%)
     Altele (0%)
La recensământul din 2011, populația satului Jernov era de 100 locuitori. Din punct de vedere etnic, majoritatea locuitorilor (95%) erau bulgari. Pentru 5% din locuitori nu este cunoscută apartenența etnică.